# Dizel Penza
Dizel Penza (ros. Дизель Пенза) – rosyjski klub hokeja na lodzie z siedzibą w Penzie.

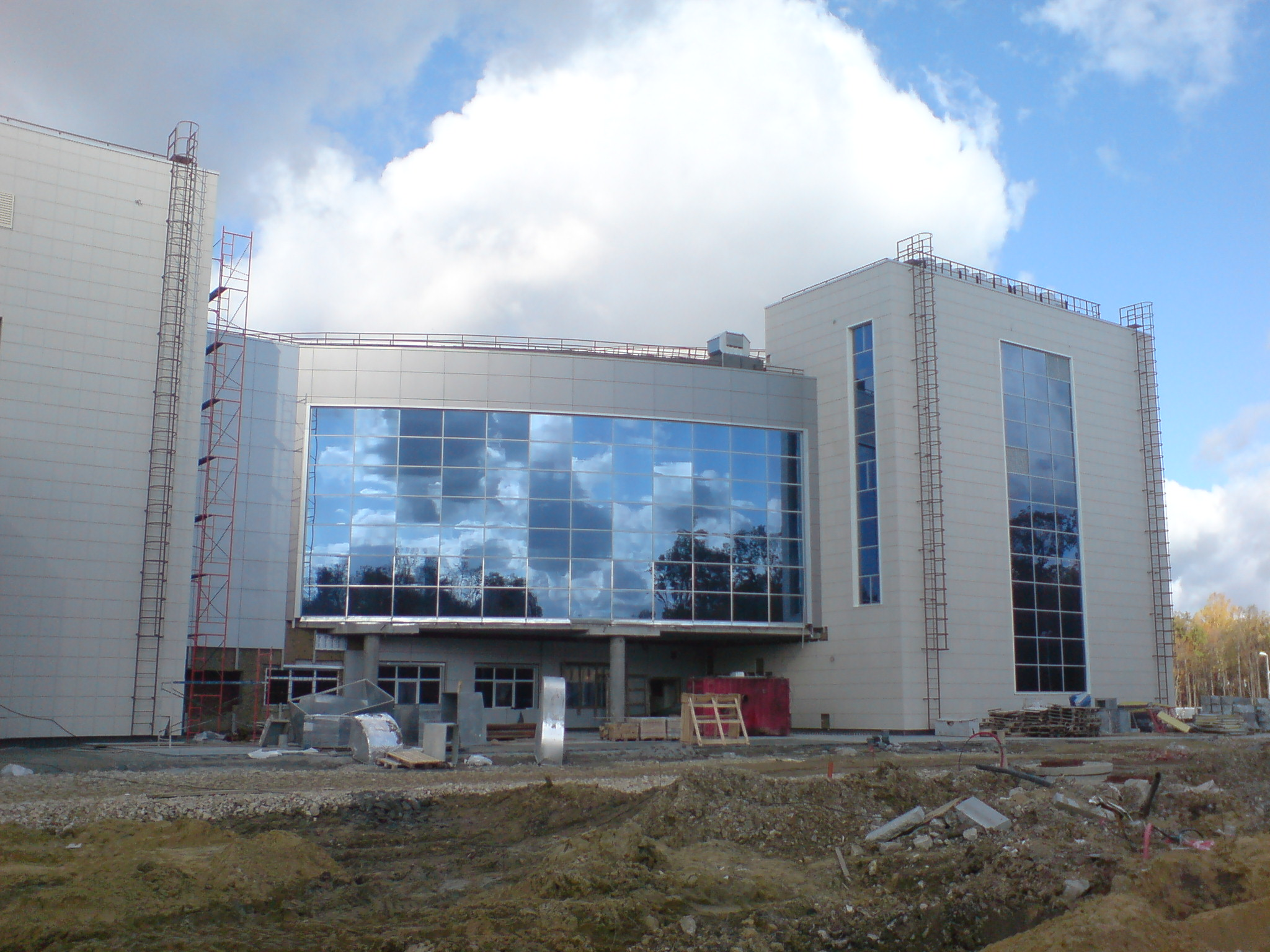
Dizel-Arena

## Historia
Dotychczasowe nazwy
- Buriewiestnik Penza (1955–1963)
- Dizelist Penza (1963–2002)
- Dizel Penza (2002–)

Początkowo był zespołem farmerskim klubu Siewierstal Czerepowiec, a obecnie Nieftiechimika Niżniekamsk, występującego w KHL. Drużyną juniorską jest Dizelist występujący w rozgrywkach MHL-B, od 2016 NMHL.
Od 2013 do 2015 oraz ponownie od maja 2017 trenerem klubu został Andriej Sidorienko. Od listopada 2021 do wiosny drużynę prowadził Aleksiej Miedwiediew. 
Lodowiskiem klubu był Pałac Sportów Lodowych „Temp”, a następnie Dizel-Arena.

## Sukcesy
- Brązowy medal Rosyjskiej FSRR: 1956, 1962
- Złoty medal Rosyjskiej FSRR: 1963, 1974
- Złoty medal wyższej ligi: 1963
- Pierwsze miejsce w Turnieju Barbórkowym: 1975[7]
- Brązowy medal WHL: 2012